# Dendrobium hookerianum
Dendrobium hookerianum är en orkidéart som beskrevs av John Lindley. Dendrobium hookerianum ingår i släktet Dendrobium, och familjen orkidéer. Inga underarter finns listade i Catalogue of Life.